# Elo hell
Elo hell (також відомий як MMR hell) — це термін у відеоіграх, що використовується в MOBA та інших багатокористувацьких онлайн-іграх зі змагальними режимами. Він означає певні діапазони рейтингу підбору матчів, у яких якість окремих ігор є низькою, а результат часто залежить від таких факторів, як погана координація команди, які сприймаються як такі, що не залежать від контролю окремого гравця. Це, ймовірно, ускладнює для досвідчених гравців «підйом» у рейтинговій системі (і вихід з Elo hell) через труднощі з регулярним виграванням ігор у таких умовах. Існування цього явища в різних іграх є предметом дискусій, а деякі розробники ігор називають його ілюзією, спричиненою когнітивним упередженням.

## Історія
Термін був створений на основі рейтингової системи Elo, розробленої Арпадом Ело, яка спочатку використовувалася для шахів, але згодом почала застосовуватися і у відеоіграх. Спочатку він використовувався спільнотою League of Legends, але згодом поширився і на інші ігри, що використовують таку ж рейтингову систему. У цих іграх гравці отримують рейтинг на основі їхньої індивідуальної та командної продуктивності. Так само, через особливості командного геймплею, навіть досвідчені гравці можуть втрачати рейтинг через слабку гру своїх напарників.
На низькому рівні Elo досвідченому гравцеві, ймовірно, буде легко піднятися в рейтингу, тоді як на високому рівні Elo якість гри суперників значно покращується. У League of Legends вважається, що Elo hell виникає в діапазоні від 1300 до 1500 рейтингових очок.
Рейтингом Elo також «зловживали» гравці, які створювали групи своїх друзів, щоб «втекти» від пекла Elo. Це було вирішено шляхом примусу гравців, які знаходяться в групах, грати проти груп подібного розміру. Іншим способом, яким гравці намагалися обійти пекло Ело, є смурфінг або створення нових облікових записів без рейтингу навичок, що дозволяє їм підвищуватися в рейтингу швидше, ніж вони робили б це з початковим обліковим записом.
Elo hell також спостерігається за межами відеоігор, наприклад, у застосунку для знайомств Tinder, який використовує варіант рейтингової системи Elo.

## Сприйняття
Дом Сакко з Esports News UK стверджував, що Elo hell дійсно існує в League of Legends, і що вибратися з нього можливо, але це величезна витрата часу.

## Приклади
Третій змагальний сезон Overwatch запровадив зміни в рейтинговій системі, нібито спрямовані на те, щоб запобігти застряганню гравців у Elo hell. Однак у п'ятому сезоні Overwatch токсична поведінка в грі та негативна реакція спільноти лише посилилися через зміни в алгоритмах рейтингу Elo, що зробило змагальний режим гри пригнічувальним.
Починаючи з 7 року, сезон 4 (Operation Solar Raid), Ubisoft впровадила нову систему рейтингових/змагальних ігор у Rainbow Six Siege, названу Ranked 2.0. У цій системі рейтинг було поділено на два значення: MMR та RP (Rank Points). MMR став невидимим значенням, яке визначає рівень майстерності у підборі матчів. RP є видимим показником навичок гравця. Однак багато гравців вважають, що ця зміна призвела до занепаду рейтингової гри в Rainbow Six Siege, оскільки розрив між MMR і RP спричинив невідповідність рівнів суперників [джерело?]. Часто це призводило до крайніх ситуацій, коли гравець із найнижчим рангом міг зустрітися з суперником із другого найвищого рангу.
Це може загнати гравців у Elo hell або зробити їх «заблокованими в ранзі» (Rank-locked), адже вони не можуть прогресувати через надто сильних суперників.